# Барковський Євген Никифорович
Євген Никифорович Барковський (27 серпня 1910, Вільнюс — 13 травня 1997, Москва
) — генерал-лейтенант інженерно-технічної служби (19.02.1968), лауреат Ленінської премії (1964), Заслужений будівельник РРФСР (1970).

## Життєпис
Народився Євген Барковський 1910 року у Вільнюсі. З 1928 року працював у Гомелі слюсарем паровозоремонтного заводу. Вступив до лав ВКП(б) у 1931 році.
Закінчив Спеціальні курси з підготовки середнього керівного складу флоту артилерійської спеціальності БО при УО МСЧМ (1932—1933). Потім з лютого 1934 по червень 1939 року навчався на морському відділенні інженерно-експлуатаційного факультету ВТА РККА у Ленінграді.
У розпорядженні народного комісаріату ВМФ перебував з червня по липень 1939 року. Обирався секретарем технічної ради у липні — вересні 1939 року. З вересня 1939 по травень 1940 року обіймав посаду старшого інженера-фортифікатора, а потім (з травня 1940 по вересень 1941 року) начальника групи та потім (до червня 1942 року) секретаря технічної ради відділення дослідних та науково-дослідних робіт ІУ ВМФ. Перейшов на посаду 6-го відділення (НДР) ЦПБ ВУ ВМФ (з червня 1942 по червень 1943 року).
Євген Барковський брав участь у німецько-радянській війні. У червні 1943 року обійняв посаду начальника інженерної служби Новоземельського ВМБ БВФ. У листопаді 1944 року перейшов до 4-го відділення ЦПЛ, де працював начальником до квітня 1946 року. Потім, до жовтня 1947 року керував 6-м відділенням. Обіймав ці ж посади в інженерно-будівельній службі та 14-го відділу ДІУ (з квітня 1948 року). У жовтні 1949 року очолив новостворений Центр науково-дослідної інженерної лабораторії ВМС, якій були підпорядковані 229-й науково-випробувальний полігон ВМС та 668-а окрема інженерна рота (до грудня 1953 року). Потім ще працював заступником начальника — заступником головного інженера (до липня 1954 року) 6-го відділу. У січні 1954 року обіймав посаду голови комісії для вибору місця випробування першого підводного ядерного заряду, запропонувавши їх проведення на Новій Землі.
З характеристики 1950 року: "Першим начальником самостійної науково-дослідницької організації було призначено Євгена Барковський: «…Великий організаторський досвід дозволив йому закласти основи наукового колективу, здатного вирішувати важливі флоту інженерні завдання… Євгеній Миколайович був ініціативним, енергійним, з величезним досвідом роботи, вимогливим керівником. З його ім'ям пов'язані цікаві сторінки історії освоєння Нової Землі під час проведення випробувань ядерної зброї…»
З липня 1954 по вересень 1955 року обіймав посаду начальника спеціального військово-морського будівельного управління «Спецбуд-700», який згодом був перейменований на 6-й державний центр, полігон МО СРСР (архіпелаг Нова Земля). Саме тут проводилися підводні, надводні, підземні та повітряні випробування ядерної зброї.
Після недовгого лікуванні у жовтні 1955 році Євген Барковський обійняв посаду заступника начальника 6-го управління, а у травні 1961 року став начальником 1-го відділу 6-го управління ВМФ. З квітня 1964 по березень 1972 року працював заступником командира ради з будівництва, а потім три місяці перебував у розпорядженні заступника міністра оборони з будівництва та розквартування військ. З червня 1972 року в запасі.
Євген Барковський помер 13 травня 1997 року, похований на Ваганьківському цвинтарі міста Москви.

## Нагороди
- два ордени Червоного Прапора (21.08.1953, 11.09.1956)
- два ордени Трудового Червоного Прапора (1956, 1970)
- орден Вітчизняної війни І ступеня (06.04.1985)
- два ордени Червоної Зірки (31.05.1943, 20.06.1949)
- медалі у тому числі:
  - «За бойові заслуги» (03.11.1944)
  - «За оборону Севастополя» (1943)
  - «За оборону Радянського Заполяр'я» (1945)
  - «За Перемогу над Німеччиною у Великій Вітчизняній війні 1941—1945 рр.» (1945)
  - «Ветеран Збройних Сил СРСР» (1976)
- Нагородна зброя (1970)
- знак «50 років перебування у КПРС»